# Nischapur

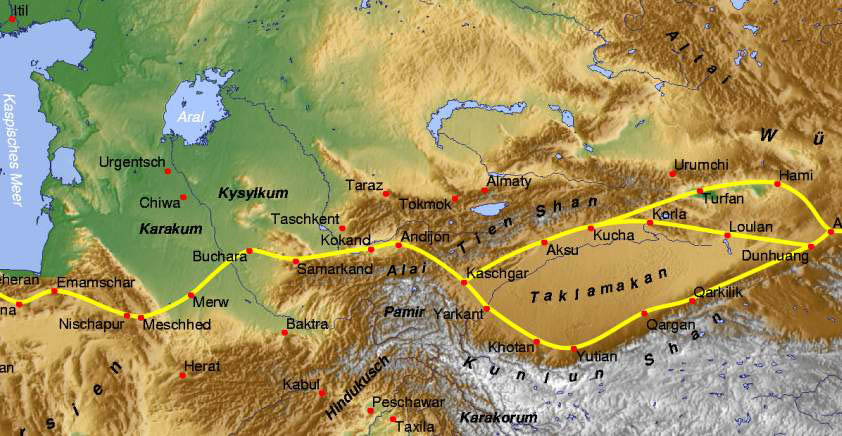
Zentralasien mit Seidenstraße

Nischapur oder Neyschabur (in englischsprachigen Publikationen Nishapur, Nīshāpūr und Neyshabour, persisch نیشابور Nischabur, DMG Neyšābūr) ist eine Stadt in einem Hochgebirge in der iranischen Provinz Razavi-Chorasan. Durch sie führt die Seidenstraße. Es handelt sich um ein traditionelles Zentrum des keramischen Gewerbes und der Teppichherstellung.

## Geschichte
Während der Sassanidenzeit (224–651) spielte die Stadt eine bedeutende Rolle bei der Vermittlung von Wissen zwischen Ost und West: An den Hochschulen des Sassanidenreichs (besonders in Nisibis und Nischapur) beschäftigte man sich unter anderem mit Medizin, Recht und Philosophie. Man rezipierte das griechisch-römische Wissen, umgekehrt gelangte über das Sassanidenreich auch Wissen in den Westen. Auch die Missionstätigkeit der Manichäer und Nestorianer in China nahm von hier ihren Ausgang.
Nischapur spielte auch eine Schlüsselrolle bei der Verteidigung der persischen Nordostgrenze gegenüber nomadischen Angreifern aus dem spätantiken zentralasiatischen Raum. Im Zuge der islamischen Expansion fiel die Stadt im Jahr 650 an das Kalifat.
Die Stadt war nach 820 Residenz der persischen Dynastie der Tahiriden, so dass sie sich schnell zu einem persischen und arabischen Machtzentrum im nordöstlichen Iran entwickeln konnte. Mit den Eroberungen der Saffariden ging letztendlich auch Nischapur im Jahr 873 den Tahiriden verloren.
Nischapur gilt für das Jahr 1000 mit 125.000 Einwohnern als die achtgrößte Stadt der Welt und wird dabei Persien zugerechnet. Im 11. Jahrhundert gab es in Bagdad und in Nischapur, wo auch der Theologe, Philosoph und Mystiker al-Ghazālī lehrte, die größten Universitätsbibliotheken der damaligen Zeit (siehe: Nationalbibliothek von Bagdad).
Die Mongolen unter Dschingis Khan eroberten 1221 die Stadt und richteten ein Massaker unter den Einwohnern an.
Eine der archäologischen Fundstätten im Gebiet von Nischapur wird als Vineyard-Tepe bezeichnet, wo unter anderem der Rest einer eine prächtigen Jagdszene darstellenden Wandmalerei mit einer Reiterdarstellung aus dem 9. Jahrhundert entdeckt wurde, die heute im Besitz des Islamischen Museums Teheran ist. Im Bad von Qanat Tepe wurden polychrome Malereien aus dem 10. Jahrhundert gefunden, ebenso in Sabz Pushan aus der 1. Hälfte des 12. Jahrhunderts. In Sabz Pushan wurden zudem im 9. Jahrhundert erstmals Muqarnas als Architekturelement in Gebetsnischen und als Portaldekoration verwendet.

## Sehenswürdigkeiten

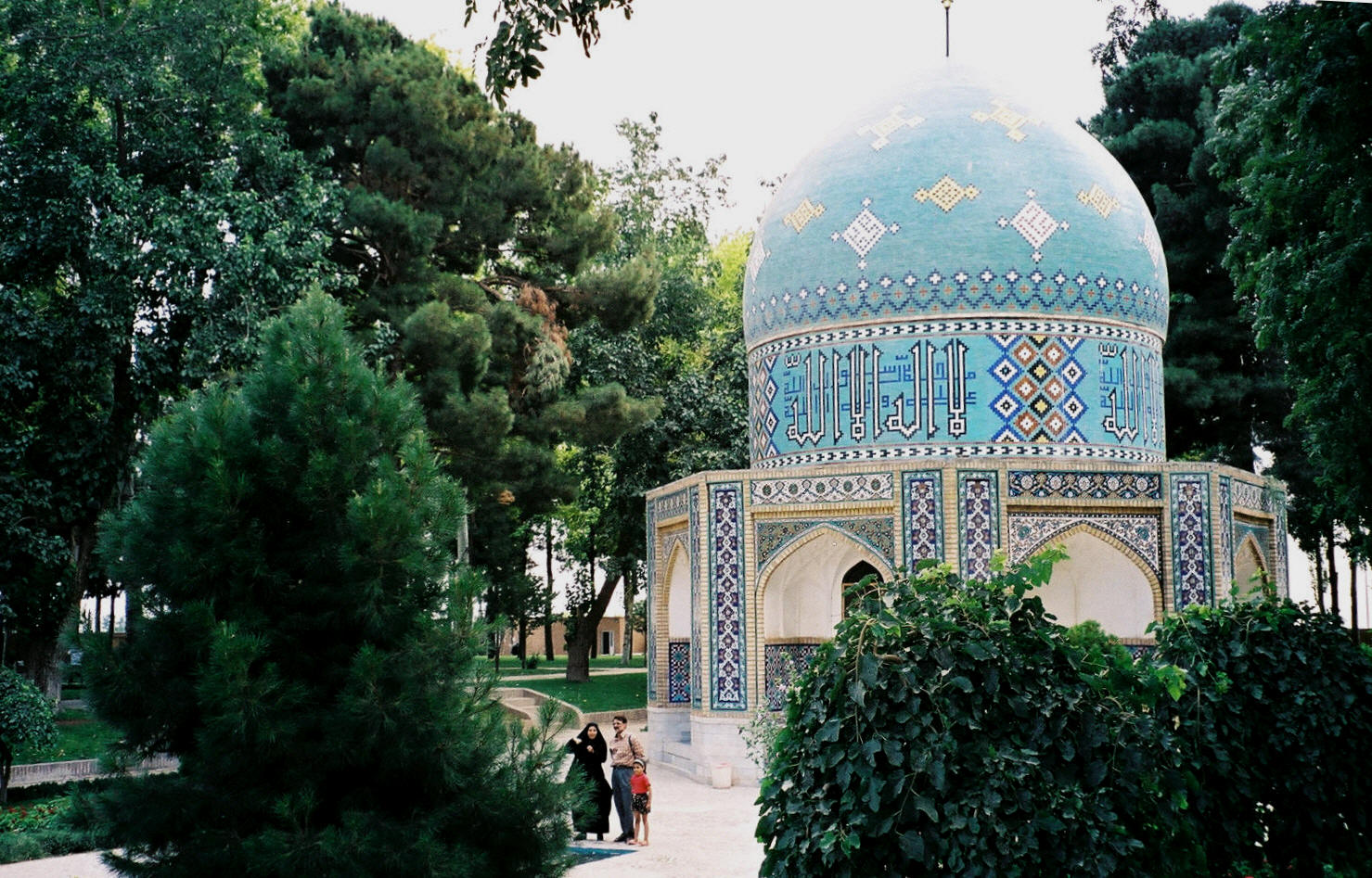
Mausoleum von Fariduddin Attar

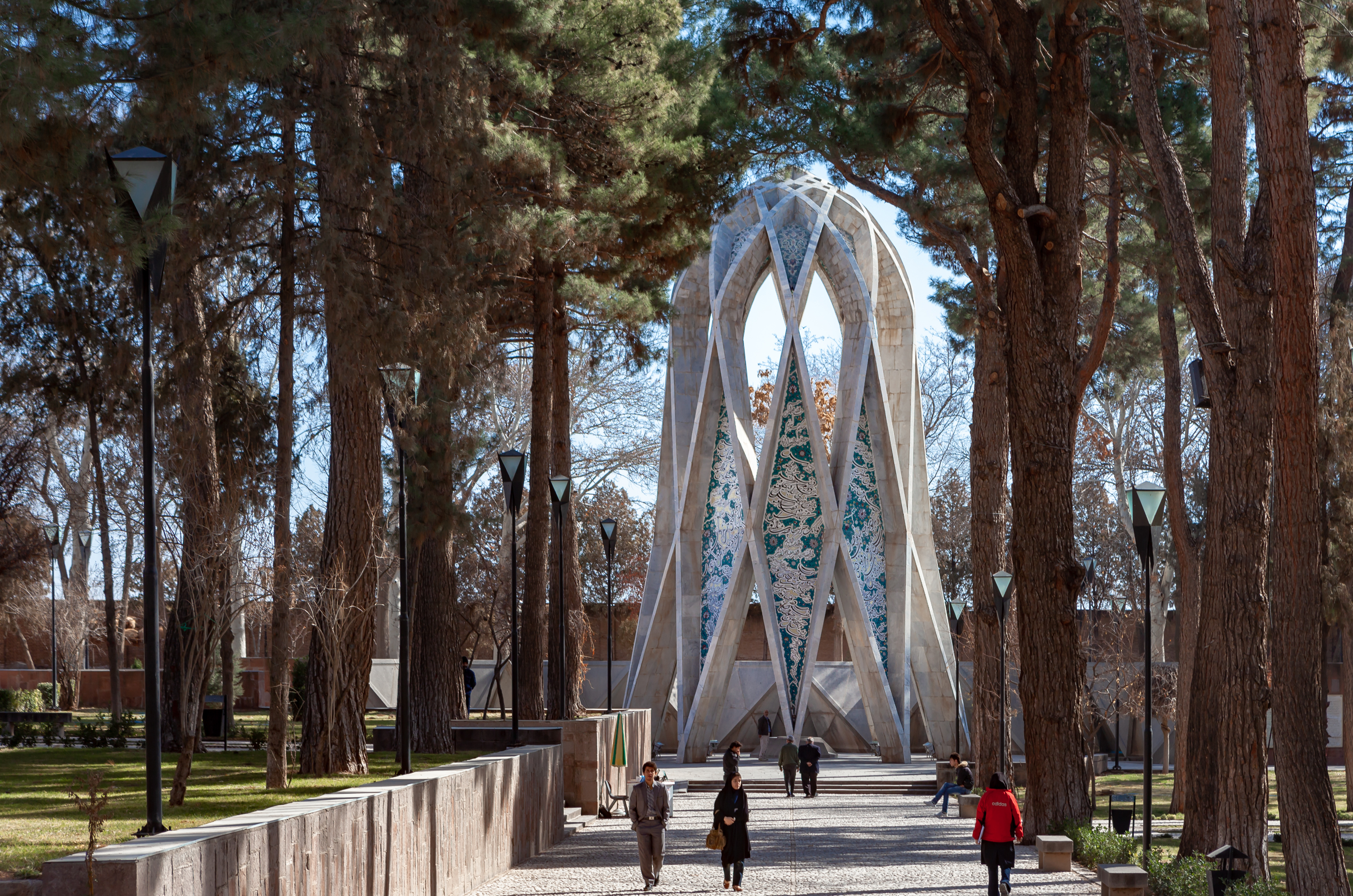
Mausoleum von Omar Chayyām

- Das Grabmal des persischen Dichters, Mathematikers und Universalgelehrten Omar Chayyām.
- Das Mausoleum des persischen Dichters Fariduddin Attar, erbaut vom timuridischen Politiker und Künstler Mir ʿAli Schir Nawāʾi (1441–1501) in Herat.

## Verkehr
Die Stadt Nischapur liegt an der Bahnstrecke Garmsar–Maschhad, der direkten Eisenbahnverbindung von Teheran nach Maschhad. Bei dem Eisenbahnunfall von Nischapur kamen 2004 mindestens 320 Menschen ums Leben, als giftige Chemikalien explodierten.

## Städtepartnerschaften
- Kairouan, Tunesien
- Balch, Afghanistan
- Merw, Turkmenistan
- Buchara, Usbekistan
- Samarkand, Usbekistan

## Söhne und Töchter
- Muslim ibn al-Haddschādsch (817/821–875), Verfasser der wichtigsten Sammlung von islamischen Hadithen neben der Sammlung von al-Buchārī
- Abū ʿAbd ar-Rahmān as-Sulamī (937–1021), islamischer Mystiker
- Abu l-Wafa (940–998), war ein persischer Mathematiker und Astronom
- Ahmad ibn Muhammad ath-Thaʿlabī (gestorben 1035/1036) war einer der wichtigsten Korangelehrten und Hadith-Sammler seiner Zeit
- al-Quschairī (986–1072), Sufi und Koran-Kommentator, Verfasser der Sufi-Darstellung al-Risāla
- al-Dschuwainī (1028–1085), schafiitischer Rechtsgelehrter und Theologe
- Omar Chayyām (um 1048 – 1123), persischer Mathematiker, Astronom, Philosoph und Dichter
- Fariduddin Attar (um 1136 – um 1220 oder 3. November 1221), islamischer Mystiker und persischer Poet
- Hadschi Bektasch (13. Jahrhundert), persischer Mystiker und Wanderprediger in Anatolien
- Aqa Buzurg-i-Nishapuri Badi’ (1852–1869), er überbrachte das Schreiben von Bahāʾullāh an Nāser ad-Din Schāh und wurde deswegen getötet
- Hossein Vahid Khorasani (* 1921), iranischer Großajatollah
- Farroch Tamimi (* 1933), Lyriker und Essayist
- Mohammad Reza Schafi’i Kadkani (* 1939), persischer Dichter der modernen Poesie sowie Hochschullehrer und Kommentator von klassischen Texten
- Nur Ali Schuschtari (1948–2009), Brigadegeneral der Iranischen Revolutionsgarde Pasdaran
- Parviz Meshkatian (1955–2009), Santurspieler und Komponist
- Abdolreza Kahani (* 1973), iranischer Filmemacher